# Alvar Renqvist-priset
Alvar Renqvist-priset utdelas årligen till en förlagsredaktör. Finlands bokstiftelse inrättade 1998 priset som är uppdöpt efter bokförläggaren Alvar Renqvist för att utdelas årligen till en förtjänt förlagsredaktör.

## Pristagare
- 1998 Päivi Vallisaari
- 1999 Pauli Kojo
- 2000 Vappu Orlov
- 2001 Taina Shingler
- 2002 Sauli Järvinen
- 2003 Risto Rantala
- 2004 Ani Kuusjärvi
- 2005 Alice Martin
- 2006 Margareta Teir
- 2007 Anja Salokannel
- 2008 Arja Kanerva
- 2009 Kristiina Sarasti
- 2010 Anna-Kristiina Kervinen
- 2011 Markku Aalto
- 2012 Sari Lindstén
- 2013 Katriina Kauppila
- 2014 Rauno Endén
- 2015 Jaana Koistinen
- 2016 Harri Haanpää
- 2017 Saara Pääkkönen och Mari Rakkolainen
- 2018 Tapani Ritamäki
- 2019 Essi Kytöhonka
- 2020 Antti Arnkil
- 2021 Sanna Jaatinen
- 2022 Birgit Pekkala
- 2023 Myrika Ekbom